# 菲西巴赫河
47°34′28″N 8°24′22″E / 47.57443°N 8.40619°E
right|thumb
菲西巴赫河是瑞士的河流，位於該國北部，流經阿爾高州和蘇黎世州，屬於萊茵河的左支流，河道全長10公里，流域面積16.4平方公里，河畔城鎮有施泰因毛爾、巴赫斯和菲西巴赫。